# Бігфорк (Монтана)
Бігфорк (англ. Bigfork) — переписна місцевість (CDP) в США, в окрузі Флетгед штату Монтана. Населення — 5118 осіб (2020).

## Географія
Бігфорк розташований за координатами 48°5′17″ пн. ш. 114°3′17″ зх. д. / 48.08806° пн. ш. 114.05472° зх. д. (48.087950, -114.054800).  За даними Бюро перепису населення США в 2010 році переписна місцевість мала площу 96,60 км², з яких 80,90 км² — суходіл та 15,70 км² — водойми.

## Демографія
Згідно з переписом 2010 року, у переписній місцевості мешкало 4270 осіб у 1914 домогосподарствах у складі 1247 родин. Густота населення становила 44 особи/км².  Було 3243 помешкання (34/км²).
Расовий склад населення:
| - 96,1 % — білих - 0,6 % — корінних американців - 0,5 % — чорних або афроамериканців - 0,4 % — азіатів - 0,1 % — вихідців з тихоокеанських островів |

До двох чи більше рас належало 1,7 %. Частка іспаномовних становила 2,5 % від усіх жителів.
За віковим діапазоном населення розподілялося таким чином: 18,1 % — особи молодші 18 років, 58,2 % — особи у віці 18—64 років, 23,7 % — особи у віці 65 років та старші. Медіана віку мешканця становила 50,9 року. На 100 осіб жіночої статі у переписній місцевості припадало 94,0 чоловіків;  на 100 жінок у віці від 18 років та старших — 91,0 чоловіків також старших 18 років.
Середній дохід на одне домашнє господарство  становив 63 497 доларів США (медіана — 53 495), а середній дохід на одну сім'ю — 74 835 доларів (медіана — 61 755). Медіана доходів становила 44 265 доларів для чоловіків та 37 139 доларів для жінок. За межею бідності перебувало 12,0 % осіб, у тому числі 20,7 % дітей у віці до 18 років та 4,5 % осіб у віці 65 років та старших.
Цивільне працевлаштоване населення становило 1755 осіб. Основні галузі зайнятості: освіта, охорона здоров'я та соціальна допомога — 19,8 %, науковці, спеціалісти, менеджери — 14,8 %, роздрібна торгівля — 11,9 %, фінанси, страхування та нерухомість — 9,4 %.